# 3. deild Wysp Owczych (2003)
W roku 2003 odbyła się 27. edycja 3. deild Wysp Owczych – trzeciej ligi piłki nożnej Wysp Owczych. W rozgrywkach brało udział 10 klubów z całego archipelagu. Klub z pierwszego miejsca awansował do 2. deild. W sezonie 2003 był to: Royn Hvalba, drugi zaś musiał rozegrać baraż o awans do ligi wyższej. EB/Streymur II przegrał dwumecz z LÍF Leirvík i pozostał w 3. deild. Klub z ostatniego miejsca spadał do 4. deild, a w roku 2003 był to B36 III Tórshavn. Baraże o 3. deild musiał rozegrać zaś klub z miejsca przedostatniego - FS II Vágar przegrał je z Fram Tórshavn.

## Uczestnicy
| Uczestnicy 3. deild Wysp Owczych 2002                                                                         | Uczestnicy 3. deild Wysp Owczych 2002 | Uczestnicy 3. deild Wysp Owczych 2002 | Uczestnicy 3. deild Wysp Owczych 2002 |
| --- | ------------------------------------- | ------------------------------------- | ------------------------------------- |
| GÍ II | GÍ II Gøta                            | 3                                     |                                       |
| Royn | Royn Hvalba                           | 4                                     |                                       |
| B36III | B36 III Tórshavn                      | 5                                     |                                       |
| TB II | TB II Tvøroyri                        | 6                                     |                                       |
| FSVII | FS II Vágar                           | 7                                     |                                       |
| ÍF II | ÍF II Fuglafjørður                    | 8                                     |                                       |
| Spadek z 2. deild Wysp Owczych 2002                                                                           |                                       |                                       |                                       |
| NSÍII | NSÍ II Runavík                        | 9                                     |                                       |
| HBII | HB II Tórshavn                        | 10                                    |                                       |
| Awans z 4. deild Wysp Owczych 2002                                                                            |                                       |                                       |                                       |
| SKÁII | Skála ÍF II                           |                                       |                                       |
| EBSII | EB/Streymur II                        |                                       |                                       |
| Oznaczenia: - kolumna pierwsza – skróty nazw drużyn, - kolumna trzecia – miejsce zajęte w poprzednim sezonie. |                                       |                                       |                                       |

## Tabela ligowa
| Lp. | Drużyna              | M  | Z  | R | P  | Bramki | Bramki | Różn. | Pkt | Uwagi              |
| --- | -------------------- | -- | -- | - | -- | ------ | ------ | ----- | --- | ------------------ |
| 1   | Royn Hvalba (M) (A)  | 18 | 16 | 1 | 1  | 68     | 13     | +55   | 49  | Awans do 2. deild  |
| 2   | GÍ II Gøta           | 18 | 11 | 2 | 5  | 59     | 33     | +26   | 35  |                    |
| 3   | EB/Streymur II       | 18 | 11 | 2 | 5  | 51     | 31     | +20   | 35  | Baraże o 2. deild  |
| 4   | NSÍ II Runavík       | 18 | 11 | 1 | 6  | 50     | 31     | +19   | 34  |                    |
| 5   | HB II Tórshavn       | 18 | 11 | 0 | 7  | 61     | 28     | +33   | 33  |                    |
| 6   | Skála ÍF II          | 18 | 10 | 2 | 6  | 52     | 38     | +14   | 32  |                    |
| 7   | ÍF II Fuglafjørður   | 18 | 7  | 2 | 9  | 47     | 54     | −7    | 23  |                    |
| 8   | TB II Tvøroyri       | 18 | 4  | 1 | 13 | 27     | 70     | −43   | 13  |                    |
| 9   | FS II Vágar (S)      | 18 | 3  | 0 | 15 | 28     | 79     | −51   | 9   | Baraże o 3. deild  |
| 10  | B36 III Tórshavn (S) | 18 | 0  | 1 | 17 | 15     | 81     | −66   | 1   | Spadek do 4. deild |

### Baraże o 3. deild
| Drużyna 1                            | Wynik dwumeczu | Drużyna 2     | Pierwszy mecz | Drugi mecz |
| ------------------------------------ | -------------- | ------------- | ------------- | ---------- |
| FS II Vágar                          | 1-5            | Fram Tórshavn | 1:3           | 0:2        |
| Po lewej gospodarz pierwszego meczu. |                |               |               |            |

| 7 października 2003                  | FS II Vágar                                        | 1:3   | Fram Tórshavn                                                      |                                   |
|                                      | Bjarni Prior 39'                                   | (1:2) | 6' Bárður Mikkelsen · 13' Jákup Petur Eliassen · 59' Terji Nielsen | Sędzia: Rúni Gaardbo (B68 Toftir) |
| Chris Ørvarodd 3' · Ingi Joensen 75' | 15' Steingrímur Funding · 28' Jákup Petur Eliassen | (1:2) |                                                                    | Sędzia: Rúni Gaardbo (B68 Toftir) |

| 11 października 2003 | Fram Tórshavn                                                                             | 2:0   | FS II Vágar |                                                    |
|                      | Kári Reynheim 61' · Sunnleif Midjord 73'                                                  | (0:0) |             | Tórshavn Sędzia: Andrew Christiansen (HB Tórshavn) |
| Áki Mortensen 39'    | 10' Poul Kjartan Thomsen · 37' Petur Niclasen · 63' Jóannes Egholm · 81' Robert Thomassen | (0:0) |             | Tórshavn Sędzia: Andrew Christiansen (HB Tórshavn) |

FS II Vágar w wyniku meczów barażowych spadł do trzeciej ligi.